# Prunus mahaleb
Il ciliegio canino (Prunus mahaleb L., 1753), noto anche come ciliegio di Santa Lucia, è un albero da frutto appartenente alla famiglia delle Rosacee.

## Distribuzione e habitat
La specie è diffusa nel centro-sud Europa, dalla Spagna alla penisola Balcanica, estendendosi in Turchia fino a raggiungere il Caucaso, l'Iran e l'Asia centrale. È presente inoltre in Africa in Marocco, e in Medio Oriente in Libano e Siria. In Italia è presente, anche se non molto diffusa, in tutte le regioni eccetto la Sardegna. Cresce spontaneo dal livello del mare a circa 800 m di altitudine, spingendosi in Sicilia fino a 1900 m.

## Usi
Il ciliegio canino riveste una certa importanza a livello industriale. Benché il frutto non sia edibile per il sapore sgradevole, la specie ha interesse per le essenze che se ne ricavano, grazie alla presenza di cumarina in ogni parte della pianta.
I frutti sono utilizzati per la produzione del qneu, un liquore. Dai semi macinati si ricava il mahleb, spezia aromatica utilizzata nel settore dolciario. È inoltre utilizzato nel settore profumiero, nella confezione di essenze di frutta e profumi, e per le caratteristiche del legno, per quelle aromatizzanti nella fabbricazione delle pipe, e per la durezza e resistenza si rivela adatto a lavori di tornitura e nella fabbricazione di giocattoli. Inoltre la pianta selvatica viene solitamente impiegata come portainnesto per varietà di ciliegi da frutto, mentre grazie alla sua massiccia fioritura è visitato dalle api che ne ricavano un miele monofloreale pregiato in apicoltura.